# Огарьов Микола Платонович
Огарьов Микола Платонович (нар. 24 листопада (6 грудня) 1813 — пом. 31 травня (12 червня) 1877) — російський поет, публіцист, революційний діяч.
З 1856 році жив в еміграції (Лондон, Женева). За його повістю в Україні створено фільм «Поміщик» (1923). Український переклад поезії Миколи Огарьова здійснив Павло Грабовський, опублікована у збірці «З чужого поля» в 1895 році.

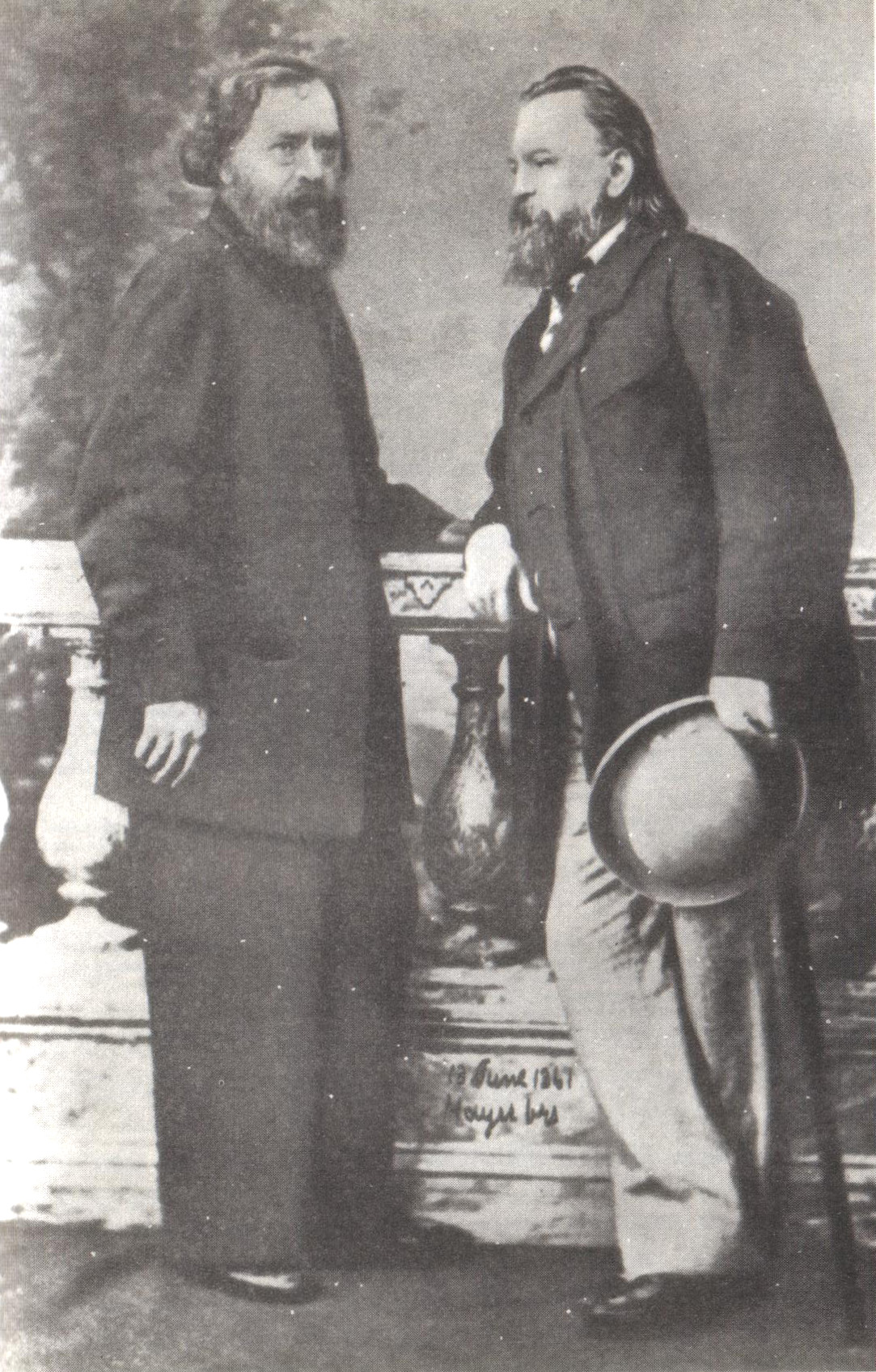
Герцен і Огарьов, 1861 рік

На його честь названо астероїд 5158 Огарев.